# Lesene cerkve Maramureșa
Pravoslavne lesene cerkve so v romunskem okrožju Maramureș v severni Transilvaniji v Romuniji. Od 17. do 19. stoletja je bilo zgrajenih skoraj 100 cerkev v različnih arhitekturnih slogih, vse lesene konstrukcije z značilnimi visokimi strehami in vitkimi zvoniki na zahodni strani nad vhodom nasproti oltarja. Lesene so zato, ker madžarske oblasti niso dovolile, da bi Romuni gradili iz kamna. Svetopisemske prizore so naslikali lokalni naivni umetniki. Stavbe so delo lokalnih graditeljev v duhu ljudske umetnosti, saj s strmimi strehami in vitkimi stolpi posnemajo vrhove okoliških gora. Leta 1999 je bilo osem od teh cerkev vpisanih na seznam Unescove svetovne dediščine v Evropi.

## Zaščitene cerkve
| Slika | Ime                                           | Položaj       | Občina        | Koordinate                                    | Opombe |
| ----- | --------------------------------------------- | ------------- | ------------- | --------------------------------------------- | --- |
|       | Cerkev Gospe v svetišču                       | Bârsana       | Bârsana       | 47°48′53″N 24°03′46″E / 47.81472°N 24.06278°E | Cerkev je bila zgrajena leta 1720 z dvojno verando, povezano s stopniščem, ki je bilo dodano na zahodni fasadi. Čeprav njena oblika spada k tradiciji lesenih cerkva Maramureșa, se razlikuje od drugih po velikosti, je precej manjša od drugih. Leta 1806 je postala župnijska cerkev. |
|       | Cerkev svetega Nikolaja                       | Budești       | Budești       | 47°43′44″N 23°56′52″E / 47.72889°N 23.94778°E | Cerkev je bila zgrajena leta 1643 na mestu starejše cerkve iz 15. stoletja. Od drugih se razlikuje po velikosti in štirih stolpičih (fialah) na zvoniku, kar povezujejo s tradicijo stavb v sosednjem okrožju Lapus. |
|       | Cerkev svetega Paraskeva                      | Desești       | Desești       | 47°46′17″N 23°51′19″E / 47.77139°N 23.85528°E | Zgrajena je bila leta 1770, je dokaz zrelosti lokalnega graditelja. Zunanje arhitekturne elemente poudarijo dekorativni motivi, vrezani v les, tako da sestavljajo enovito celoto. |
|       | Cerkev Marijinega rojstva                     |               |               | 47°40′31″N 24°13′58″E / 47.67528°N 24.23278°E | Ta cerkev je bila zgrajena leta 1717 na mestu, ki so ga uničili Tatari. Struktura notranjega prostora, oboki nad ladjo in narteks, razkrivajo inovativnost graditeljev. Kot druge cerkve v okrožju ima kompleks s pokopališčem . |
|       | Cerkev svetega Paraskeva                      | Poienile Izei | Poienile Izei | 47°42′12″N 24°06′58″E / 47.70333°N 24.11611°E | To je najstarejša lesena cerkev v Maramureșu (1604) in razkriva dve obdobji v razvoju teh stavb. Na spodnjem delu zidov je mogoče prepoznati svetišče kvadratne oblike, ki je značilno za starejše lesene cerkve. Druga značilnost je iz 18. stoletja, stene so povišane, glavna ladja je pokrita s sodčkastim obokom, notranjost je poslikana. Veranda je bila dodana v prvi polovici 19. stoletja. |
|       | Cerkev svetega nadangela Mihaela in Gabrijela | Plopiș        | Șișești       | 47°59′58″N 23°59′59″E / 47.99944°N 23.99972°E | Ta cerkev iz leta 1789 kaže nekaj podobnosti s cerkvijo v Șurdeștiju, kot so ravna streha, rahlo spuščena v svetišče, štirje stolpiči na zvoniku in nekateri elementi na zunanjih skulpturah. Leta 1811 je lokalni naivni slikar Stefan naslikal dekoracije na njenem oboku. |
|       | Cerkev svetega nadangela                      | Rogoz         | Rogoz         | 46°08′31″N 24°27′59″E / 46.14194°N 24.46639°E | Cerkev je bila zgrajena leta 1663 v Suciju, leta 1883 pa je bila prestavljena v Rogoz. Odlikujejo jo heptagonalno svetišče, večkotni narteks, južni vhod in velika asimetrična streha. Je edinstvena z izvirnimi okrasnimi skulpturami. |
|       | Cerkev svetega nadangela                      | Șurdești      | Șurdești      | 47°36′22″N 23°45′44″E / 47.60611°N 23.76222°E | Cerkev je bila zgrajena leta 1767 in je sinteza vseh značilnosti lesenih cerkva v Maramureșu na višku njihovega razvoja. Ima dvojno krošnjo in povišana okna. Trije krajevni umetniki so leta 1783 okrasili notranjost. Dvonadstropna veranda in vitek zvonik sta iz 19. stoletja. |